# 上陈遗址
上陈遗址是位于中国陕西省蓝田县玉山镇上陈村的一处旧石器时代遗址。

## 历史
2018年由中国科学院研究员朱照宇等宣布发现，整个调查过程历时13年。其最早的地层可追溯到距今212万年以前。遗址中出土了石核、石片、刮削器、尖状器、钻孔器、石锤、手镐和两面器等器物，以及一些哺乳动物化石。该遗址的发现打破了直立人在180-190万年以前由非洲向其他大陆扩散的观点，对人类演化史的研究有着重要意义。